# Alfred Jäck
Alfred Jäck (Allschwil, 2 agosto 1911 – 28 agosto 1953) è stato un calciatore svizzero, di ruolo attaccante.